# موترس
موترس (به آلمانی: Mutters) یک منطقهٔ مسکونی در اتریش است که در اینسبروک لند واقع شده‌است. موترس ۱۹٫۰ کیلومتر مربع مساحت دارد ۸۳۰ متر بالاتر از سطح دریا واقع شده‌است.